# Marion Schmitt

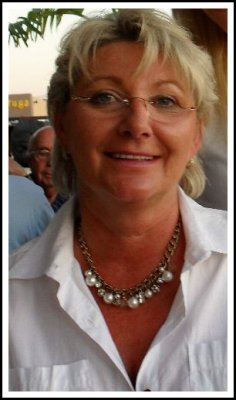
Marion Schmitt

Marion Schmitt (* 18. Juni 1959 in Köln) ist eine deutsche Schriftstellerin.

## Leben und Werk
Ihre erste Veröffentlichung, eine Geschichte über die Folgen eines Unfalls, erschien 1999 unter dem Titel Der ganz alltägliche Wahnsinn. 2001 folgte der Roman Aber das Leben geht weiter. Darin beschreibt sie, wie sich ihr und das Leben ihres Bruders völlig verändert durch einen Unfall, bei dem einige junge Menschen ihr Leben lassen mussten.
Marion Schmitt ist verheiratet und hat zwei Kinder. Seit 1993 lebt sie mit dem Maler und Fotografen Jürgen Schmitt in Scheven im Nationalpark Eifel.

## Werke

### Gedichtbücher
- Gedankenverlorenes,   Helios Verlags- und Buchvertriebsgesellschaft, Aachen, 2001

### Romane
- ...aber das Leben geht weiter,  Bastei Lübbe Verlag 2001